# Арокур (Мёрт и Мозель)
Ароку́р (фр. Haraucourt) — коммуна во французском департаменте Мёрт и Мозель, региона Лотарингия. Относится к  кантону Томблен.

## География
Арокур расположен в 14 км к востоку от Нанси. Соседние коммуны: Бюиссонкур на северо-западе, Желленонкур на северо-востоке.

## Демография
Население коммуны на 2010 год составляло 703 человека.
| 1962 | 1968 | 1975 | 1982 | 1990 | 1999 | 2010 |
| ---- | ---- | ---- | ---- | ---- | ---- | ---- |
| 515  | 490  | 503  | 549  | 636  | 644  | 703  |